# 九龍巴士203E線
九龍巴士203E線是香港九龍市區一條巴士路線，來往黃大仙區的彩虹和油尖旺區的九龍站，經慈雲山南，為兩區居民供巴士服務。此線也是唯一不在慈雲山設總站而途經該處的全日巴士線。

## 歷史
- 1986年11月17日：開辦3E投入服務，當時來往慈雲山（惠華街）及佐敦道碼頭。
- 1992年11月23日：總站遷往富山（瓊東街），並全線改以空調巴士行走（初時採用三菱單層空調巴士行走，後來客量增加，便改派第一代空調機場巴士1985年丹尼士獵鷹），編號改為203E。
- 1998年6月22日：配合東涌綫通車，而遷往九龍站。
- 2000年10月22日：配合富山巴士總站啟用遷往該處以作總站，並繞經新入伙的宏景花園。
- 2008年6月22日：配合5號線遷往富山作總站，203E與5號線的總站互調，總站由富山遷往彩虹邨，同時修正本線斧山道一段來回方向走線重復的情況。
- 2015年6月27日：增設到站時間預報。[4]
- 2018年10月29日：203X線開辦。
- 2021年12月20日：因應港鐵屯馬綫通車而被大幅調減班次，絕大部分時段削減至15-25分鐘一班[5]。
- 2023年8月28日：203X線取消服務[6]。

## 服務時間及班次
| 彩虹開           | 彩虹開      | 彩虹開       | 九龍站開         | 九龍站開    | 九龍站開     |
| 日期             | 服務時間    | 班次（分鐘） | 服務日期         | 服務時間    | 班次（分鐘） |
| ---------------- | ----------- | ------------ | ---------------- | ----------- | ------------ |
| 星期一至五       | 05:45-06:45 | 20           | 星期一至五       | 06:45-07:25 | 20           |
| 星期一至五       | 06:45-13:30 | 15           | 星期一至五       | 07:25-10:20 | 25           |
| 星期一至五       | 13:30-21:50 | 20           | 星期一至五       | 10:20-12:00 | 20           |
| 星期一至五       | 21:50-23:30 | 25           | 星期一至五       | 12:00-21:30 | 15           |
|                  |             |              | 星期一至五       | 21:30-22:50 | 20           |
| 22:50-00:30      | 25          |              | 星期一至五       |             |              |
| 星期六           | 05:45-07:25 | 25           | 星期六           | 06:45-08:25 | 25           |
| 星期六           | 07:25-08:25 | 20           | 星期六           | 08:25-14:05 | 20           |
| 星期六           | 08:25-09:45 | 16           | 星期六           | 14:05-16:05 | 15           |
| 星期六           | 09:45-13:30 | 15           | 星期六           | 16:05-18:05 | 12           |
| 星期六           | 13:30-21:50 | 20           | 星期六           | 18:05-19:50 | 15           |
| 星期六           | 21:50-23:30 | 25           | 星期六           | 19:50-22:50 | 20           |
|                  |             |              | 星期六           | 22:50-00:30 | 25           |
| 星期日及公眾假期 | 05:45-09:05 | 25           | 星期日及公眾假期 | 06:45-10:05 | 25           |
| 星期日及公眾假期 | 09:05-12:25 | 20           | 星期日及公眾假期 | 10:05-13:45 | 10           |
| 星期日及公眾假期 | 12:25-14:25 | 15           | 星期日及公眾假期 | 13:45-15:45 | 15           |
| 星期日及公眾假期 | 14:25-21:25 | 20           | 星期日及公眾假期 | 15:45-22:25 | 20           |
| 星期日及公眾假期 | 21:25-23:30 | 25           | 星期日及公眾假期 | 22:25-00:30 | 25           |

## 車費
全程：$6.4
- 黃大仙警署往九龍站：$5.6
- 旺角站往彩虹：$6.0

| - 本線設有12歲以下小童及65歲或以上長者半價優惠。 - 65歲或以上香港居民使用「樂悠咭」，以及12歲以下合資格殘疾兒童使用「殘疾人士身份」個人八達通繳付車資，均可享有每程$2.0或半價（以較低者為準）的票價優惠；12至64歲合資格殘疾人士使用「殘疾人士身份」個人八達通（包括「樂悠咭」），以及60至64歲香港居民使用「樂悠咭」繳付車資，均可享有每程$2.0或全費（以較低者為準）的票價優惠。 - 65歲或以上長者如使用長者或一般個人八達通繳付車資，則只可享有半價優惠；12至64歲合資格殘疾人士如不使用「殘疾人士身份」個人八達通，以及60至64歲人士如不使用「樂悠咭」繳付車資，必須繳付全費。 - 乘客可以現金或八達通於上車時付款，不設找續。 - 每位成人乘客可免費攜帶最多兩名4歲以下而不佔座位的兒童乘客乘車，超額之4歲以下小童必須繳付小童車費乘車。 - 持有「九巴月票」之乘客在車票有效期內，每日可享最多10程任何九龍巴士及龍運巴士路線（包括本路線，以及聯營路線的九龍巴士／龍運巴士提供的班次；惟乘搭機場「A」及「NA」線則可享原價二七折優惠（不會計算每天10次合資格車程））；而B1線則每日可享最多各2程（不會計算每天10次合資格車程）。 - 九龍巴士、城巴、龍運巴士及陽光巴士全職員工及家屬（不包括外判職員）可免費乘搭本路線，惟必須拍職員或職員家屬八達通。 - 乘客亦可透過多元化電子支付系統（e度嘟）繳付車資，包括使用非接觸式VISA卡、JCB卡、萬事達卡、銀聯卡、美國運通、大來國際、Discover Card、Apple Pay、Google Pay、Samsung Pay、AlipayHK「易乘碼」、支付寶、WeChatHK／微信支付「搭車碼」、銀聯雲閃付「乘車碼」及BOC Pay「乘車碼」。乘客使用此付款方式，使用此支付方式的乘客可享有中途下車之分段收費，以及與其他九巴／龍運獨營路線或聯營線九巴／龍運班次之轉乘優惠，惟不適用於與非九巴／龍運路線之轉乘優惠，亦不能享有「公共交通費用補貼計劃」及「長者及合資格殘疾人士公共交通票價優惠計劃」。 |

## 使用車輛
現時本線獲派10輛亞歷山大丹尼士Enviro 500 MMC 12米（ATENU）雙層空調巴士行走，均屬九龍灣車廠。
| 車隊編號  | 車牌   |
| --------- | ------ |
| AVW79     | LY 356 |
| AVBWU60   | PT 378 |
| AVBWU74   | PV4102 |
| AVBWU79   | PV7109 |
| AVBWU118  | PX 466 |
| AVBWU119  | PX 554 |
| AVBWU220  | RC8382 |
| AVBWU257  | RJ4468 |
| ATENU1668 | SN4127 |
| AVBWU398  | TG1240 |

## 行車路線

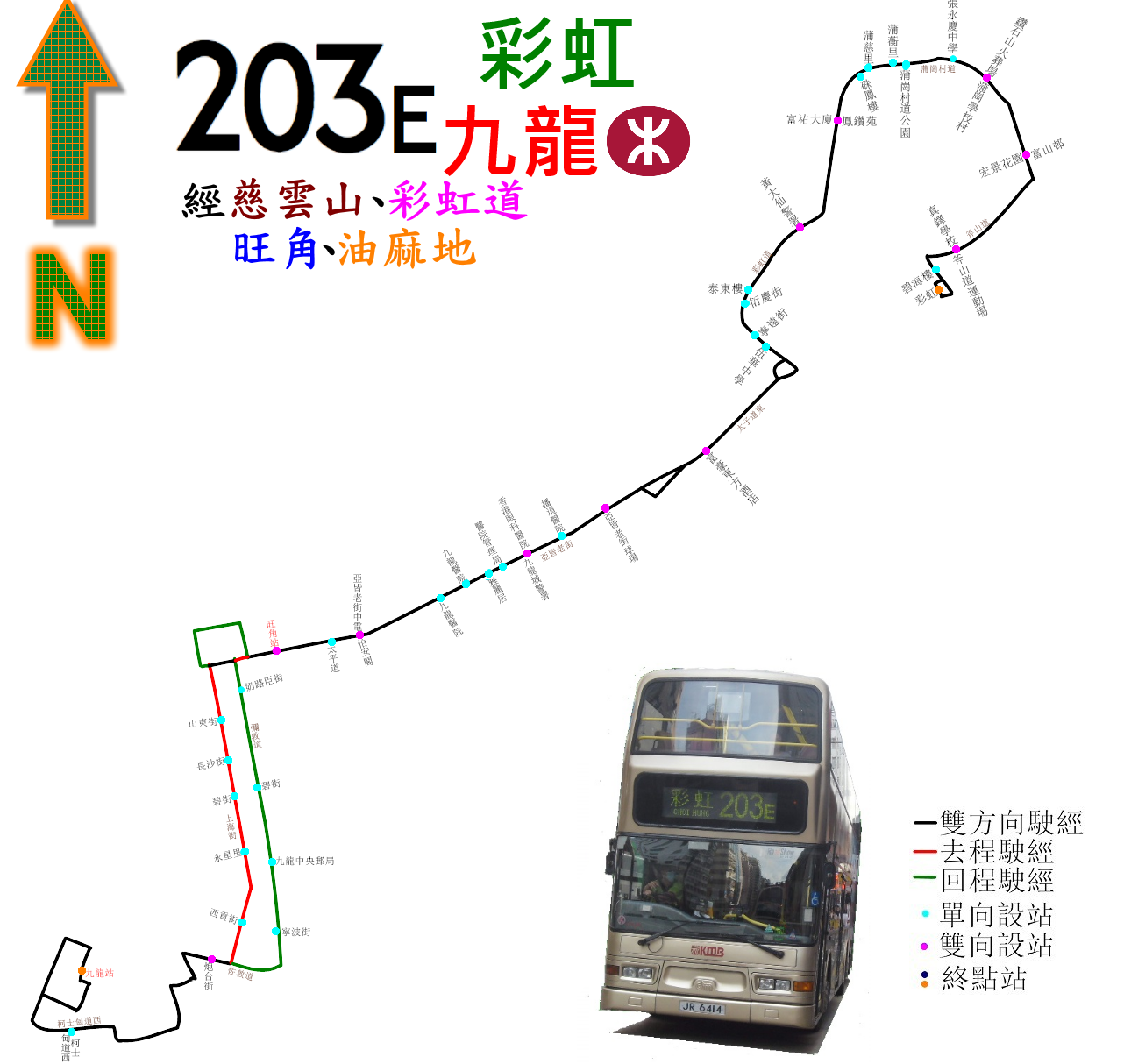
203E線的走線圖

彩虹開經：彩虹道、斧山道天橋、斧山道，蒲崗村道、彩虹道、太子道東、太子道西、亞皆老街、上海街、佐敦道、雅翔道、迴旋處、雅翔道及站內通道。
九龍站開經：站內通道、雅翔道、柯士甸道西、廣東道、佐敦道、彌敦道、亞皆老街、新填地街、旺角道、西洋菜南街、亞皆老街、太子道西、太子道東、彩虹道、蒲崗村道、斧山道、斧山道天橋及彩虹道。
具體停站請參考資訊框

## 使用狀況
203E線是來往斧山、慈雲山南、鑽石山、新蒲崗至旺角、佐敦的主要巴士線，再者它比3C線走線更為直接，車費也比慈雲山至旺角/佐敦道紅色小巴線便宜，而本線也途經多個學校區，因此此路線頗受歡迎。
根據2018-2019年度巴士路線計劃所引客量資料顯示，本線最繁忙一小時內的載客率約為60%；最繁忙半小時內的載客率約為70%。

## 外部連結
- 九巴203E線官方網站路線資料 （页面存档备份，存于）
- 681巴士總站 九巴203E線 （页面存档备份，存于）